# الهجرة (صعدة)

تعديل مصدري - تعديل

الهجرة هي مدينة ومركز مديرية قطابر بمحافظة صعدة اليمنية، بلغ تعداد سكانها 7823 نسمة حسب الإحصاء الذي أجري عام 2004.